# CSA Steaua Boekarest
Clubul Sportiv al Armatei Steaua Bucureşti, ook wel bekend als CSA Steaua Boekarest (uitspraak in het Roemeens: ste̯awa bukuˈreʃtʲ) of gewoon Steaua, is een grote multisportclub gevestigd in Boekarest en wordt voorheen gerund door het Ministerie van Nationale Defensie. Het is een van de meest succesvolle clubs in Roemenië en een van de meest succesvolle multisportclubs in Europa. Steaua is opgericht op 7 juni 1947 als Asociația Sportivă a Armatei Bucureşti (Nederlands: Legersportvereniging Boekarest), veranderde de club haar naam verschillende keren voordat ze zich in 1961 vestigde in Steaua (Nederlands: De Ster).
De club is waarschijnlijk het meest bekend om zijn voetbalsectie genoemd. Andere secties die tot de club behoren zijn rugby, ijshockey (autonoom - Hochei Club Steaua Suki Bucureşti), handbal, waterpolo, basketbal, volleybal, atletiek, zwemmen, gymnastiek, boksen, roeien, kanoën, schieten, gewichtheffen, schermen, tennis, wielrennen en judo.
In 1998 werd de voetbalafdeling zelfstandig onder de naam FC Steaua Boekarest. Deze club werd in 2003 gekocht door zakenman George Becali. Doordat hij een controversieel figuur was begon de club een rechtszaak over het onrechtmatig gebruiken van de naam Steaua. De club werd in het gelijk gesteld en Steaua moest de naam veranderen in FCSB. De omnisportclub besloot in 2017 om de voetbalafdeling te heractiveren en in 2021 promoveerde de club naar de Liga II.

## Verenigingsnamen
| Naam                                               | Jaar         |
| -------------------------------------------------- | ------------ |
| Asociația Sportivă a Armatei (ASA) București       | 1947 - 1948  |
| Clubul Sportiv Central al Armatei (CSCA) București | 1948 - 1950  |
| Casa Centrală a Armatei (CCA) București            | 1950 - 1961  |
| Clubul Sportiv al Armatei (CSA) Steaua București   | 1961 - heden |